# Szabó Éva (újságíró)
Szabó Éva (Hódmezővásárhely, 1932. június 13. – 2001. október 29.) Aranytoll-díjas magyar újságíró, rádiós szerkesztő, dramaturg, író, tanár.

## Életpályája
Hódmezővásárhelyen háromgyerekes családba született, 1932-ben. Édesapja cipész volt. A Malom utcai elemi iskolába járt és a Református Leánygimnáziumban érettségizett. 1955-ben végzett Szegeden, a József Attila Tudományegyetem Bölcsészettudományi Karán. Egyetemi tanulmányai után magyar nyelv és irodalmat tanított Vásárhelyen, egykori – az akkorra ismét leánygimnáziummá váló – iskolájában. Tanári pályáját derékba törte az 1956-os forradalom. Október 31-én tagja lett a helyi pedagógusok forradalmi bizottságának, cikkeket írt a nemzeti újságba, és jelen volt december 10-i János téri tüntetésen is. 1957 márciusában diákjai előtt tartóztatták le, tanév végén az állásából elbocsátották. 1957-ben férjhez ment Szabó Iván szobrászművészhez és Budapestre költözött. Ezután hat év szilencium következett. 1964-től a Magyar Rádió munkatársa lett: szerkesztő, riporter, műsorvezető és dramaturg volt. A Rádió  Ifjúsági Főosztályán készületek legendás műsorai. Ezzel párhuzamosan 1990 és 1994 között a Magyar Televízióban szerkesztő-riportereként is dolgozott.

„mert az én eszközöm a szó. Nem keveset érő, ha emberi és tisztessége van…”

 Írásai, versei 1953-tól jelentek meg a Viharsarok című napilapban, valamint a Délszigetben és a Vásárhelyi Szóban. Később a Jelenkor című folyóiratban és az Alföldben is jelentek meg írásai. Számos nyelvművelő és szépirodalmi gyermekkönyv szerzője, szerkesztője, közreműködője volt. Tagja a volt a Magyar Újságírók Országos Szövetségének. 
2001. október 29-én autóbalesetben hunyt el.

| „           | Megannyi tudományos és technikai csoda ellenében, nekem emberi élményeim adták a legtöbbet | ” |
| – Szabó Éva |                                                                                            |   |

## Rádiós munkáiból
- Iskolarádió
- Diákfélóra
- Nyitnikék
- Vendég a háznál
- Éjfél után… Szabó Évával  – A Petőfi Rádió éjszakai műsora

## Kötetei
- Szög és Kereszt – Versek (1952–1994)  Pencil kiadó, 1994)
- Vásárhelytől Vásárhelyig – Emlékképek Kenéz Ernő operaénekes életéből (Hódmezővásárhely, 1999) ISBN 963-03-7696-2
- Két csillag közt – (Magyar Rádió Rt. Budapest, 2002) ISBN 963-7058-38-9

## Díjai, elismerései
- Állami Ifjúsági Díj
- SZOT-díj (1989)
- Aranytoll (1995)
- Budapestért díj (2000)
- Nívódíjak (Magyar Rádió)